# Charles Degeorge

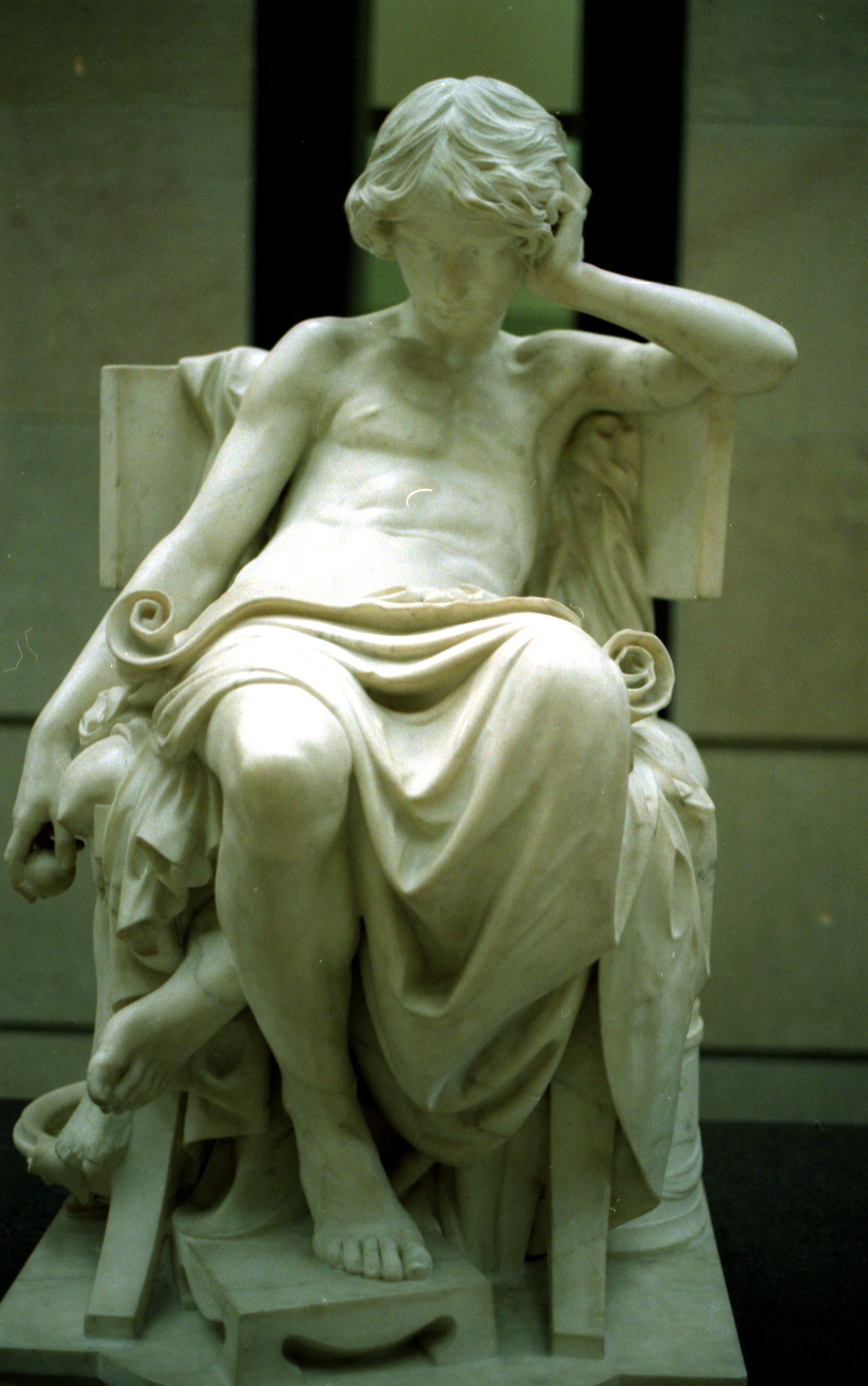
Die Jugend des Aristoteles (1875)

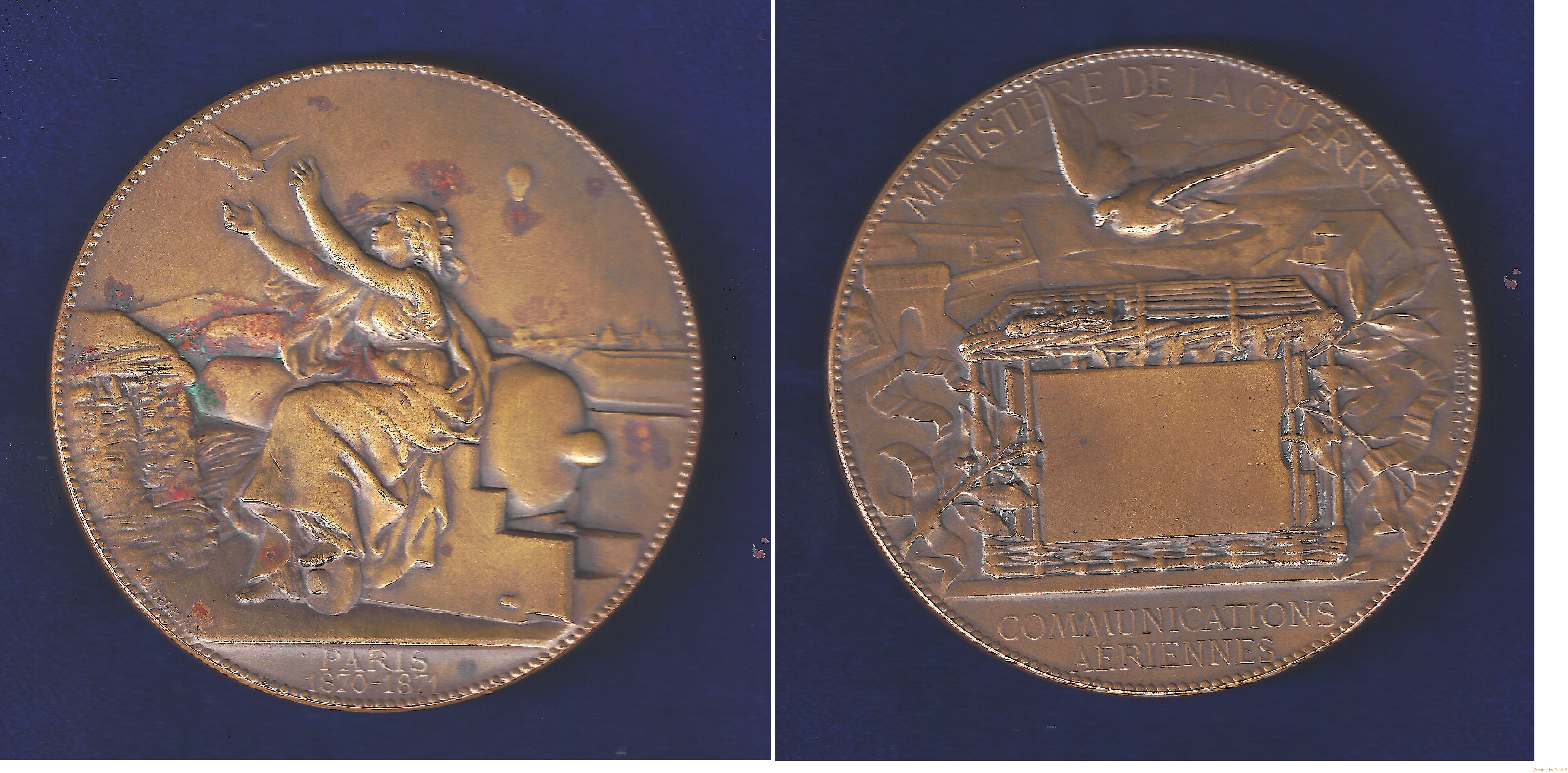
Taubenpost-Medaille von Degeorge auf die Belagerung von Paris 1870–1871 im Deutsch-Französischen Krieg, herausgegeben vom französischen Kriegsministerium.

Charles Jean Marie Degeorge (* 31. März 1837 in Lyon; † 2. November 1888 in Paris) war ein französischer Bildhauer und Medailleur.

## Leben und Werk
Er studierte ab 1850 an der École des Beaux-Arts in Paris und von 1853 bis 1855 an der École des Beaux-Arts in Lyon.
Sein bekanntestes Werk ist Die Jugend des Aristoteles  (1875), das den Denker als einen halbnackten Knaben zeigt, der auf einem großen Stuhl sitzt und in einer Schriftrolle, die auf seinen Knien liegt, mit aufgestütztem Kopf liest. Das Werk befindet sich im Musée d’Orsay in Paris. Ebenfalls bekannt ist die von Degeorge geschaffene Büste des Malers Henri Regnault für das Regnault-Denkmal vor der École des Beaux-Arts in Paris, das den 1871 im Deutsch-Französischen Krieg gefallenen Maler ehrt.
1880 wurde er Ritter der Ehrenlegion.